# Patric Dubiez
Patric Dubiez (ur. w 21 marca 1959) – francuski skoczek narciarski, trzykrotny uczestnik mistrzostw świata.

## Osiągnięcia

### Mistrzostwa świata
- Oslo 1982 – 50. miejsce (normalna skocznia), 26. miejsce (duża skocznia)
- Seefeld 1985 – 36. miejsce (duża skocznia), 42. miejsce (normalna skocznia)
- Oberstdorf 1987 – 64. miejsce (duża skocznia)

### Turniej Czterech Skoczni
| Rok       | Pozycja | Punkty | Strata |
| --------- | ------- | ------ | ------ |
| 1977/1978 | 48.     | 531,6  | 280,3  |
| 1978/1979 | 64.     | 429,8  | 385,8  |
| 1979/1980 | 86.     | 324,7  | 615,4  |
| 1981/1982 | 74.     | 355,8  | 595,6  |
| 1984/1985 | 82.     | 245,2  | 610,1  |
| 1984/1985 | 90.     | 203,2  | 635,1  |